# Буку
Буку (нем. Bucu) — несохранившаяся крепость ободритов в северной части Старого города Любека.

## История
Вероятное время постройки крепости Буку — VIII век. По соседству с ней находилась крепость Любице. После смерти князя Готшалка в 1066 году, власть в Вагрии перенял Круто, который перенёс часть экономических функций из Любице в Буку. После разрушения Любице руянами в 1138 году, это название перешло на Буку, который стал называться Любеком — в немецком варианте после того как эти земли были захвачены гольштейнским князем Адольфом II в 1143 году. Ободритский князь Никлот пытался выбить Адольфа II из города в 1147 году, но безуспешно. В первое время старая крепость оставалась главной городской крепостью, прежде чем были возведены стены вокруг всего Старого города. Впоследствии на территории старой крепости находился монастырь доминиканцев, так называемый Burgkloster (Замковый монастырь).

## Раскопки
В 1970-х годах в районе крепости Буку были проведены раскопки, по результатам которых было доказано, что славяне населяли эту территорию с VIII по XII век.